# Прокълнати и убити
„Прокълнати и убити“ (на руски: Прокляты и убиты) е недовършен роман в две книги на Виктор Астафиев, написан през първата половина на 90-те години.
Първата книга на романа е написана през 1990 – 1992 г., втората книга през 1992 – 1994 г. Романът не е завършен; през март 2000 г. писателят обявява, че е спрял да работи по романа.
Заглавието на романа е взето от неговия текст: съобщава се, че на една от стихирите, които са имали сибирските староверци, „е написано, че всички, които сеят раздори, войни и братоубийства на земята, ще бъдат прокълнати от Бога и убити“.
Романът описва Великата отечествена война и предшестващите я исторически събития в СССР, процеса на подготовка на подкрепления, живота на войниците и офицерите и техните взаимоотношения помежду си и с техните командири, реалните бойни действия. Книгата е написана, между другото, въз основа на личните впечатления на писателя и ветерана от войната.
Писателят повдига морални проблеми. Това са проблемите на взаимоотношенията между хората в условията на война, конфликтът между християнския морал, патриотизма и тоталитарната държава, проблемите на формирането на хората, чиято младост съвпада с най-трудните години. Идеята за божието наказание на съветския народ чрез война минава като червена нишка през романа.
Характерните философски разсъждения и описания на природата на писателя контрастират в романа с изключително натуралистичните описания на войнишкото ежедневие, живите, често разговорни и диалектични диалози на героите на романа.
Както се казва в предговора към едно от изданията на романа: „Именно с този роман Астафиев обобщава своите мисли за войната като „престъпление срещу разума“.

## Първо издание
- Книга первая: Чёртова яма.   Москва, Вече, 1994. ISBN 5-7141-0072-1.
- Книга вторая: Плацдарм.   Москва, Вече, 1995. ISBN 5-7141-0072-1.

## Театрални постановки
Въз основа на романа е поставена пиеса в Московския художествен театър на Чехов от режисьора Виктор Рижаков (премиерата се състи на 5 септември 2010 г.).